# Stefan Lazarević
Stefan Lazarević (Стефан Лазаревић Стеван Високи; 1377?, Kruševac – 19. července 1427, Kragujevac), známý také jako Stevan Vysoký (Стефан Високи / Stefan Visoki) byl srbský vládce v letech 1389–1402 jako princ a v letech (1402–1427) jako despota. Byl synem knížete Lazara Hrebeljanoviće a je považován za jednoho z nejlepších rytířů a vojenských vůdců té doby. Po otcově smrti v bitvě na Kosově poli roku 1389 přišel jako nezletilý do vlasti, stal se vládcem Moravského Srbska a vládl se svou matkou Milicou (Nemanjić), dokud v roce 1393 nedosáhl plnoletosti. Jako osmanský vazal vedl Stefan vojska v několika bitvách, dokud nepotvrdil nezávislost po obdržení titulu despoty od Byzantinců v roce 1402.
V letech 1403–04 se stal uherským spojencem a získal velké majetky, včetně důležité pevnosti Bělehrad a Golubac. Také držel vysokém postavení v rytířském dračím řádu. Za jeho panování měl dlouhý konflikt se synovcem Đurađem Brankovićem, který skončil v 1412. Stefan také zdědil Zetu a vedl válku proti Benátkám. Protože byl bezdětný, předal již v roce 1426 na shromáždění v Srebrenici trůn svému synovci Đurađu Brankovičovi. V roce 1427 náhle zemřel na infarkt. Je pohřben v klášteře Koporin, který si sám v roce 1402 postavil.
Jako osmanský vazal vedl srbské pomocné oddíly do:
- bitvy u Rovine (v dnešním okrese Craiova – Rumunsko, 1395)
- bitvy u Nikopole (1396)
- bitvy u Ankary (1402)

Se svou silou přinesl Osmanům vítězství nad spojenými křesťanskými silami z Evropy v bitvě u Nikopole.
V roce 1413 se spojil s osmanským sultánem Mehmedem I. a v Bulharsku porazil a zabil svého švagra Musu, syna sultána Bajezida I. a bratra Mehmeda. Po bitvě začalo v Srbsku dlouhé období míru.

## Dílo
Stefan Lazarevic vlastnil velkou knihovnu, v níž shromáždil řadu prací o filozofii, historii a poezii ve slovanských jazycích, ale i v řečtině a latině. Založil několik klášterů, z nichž nejznámější je klášter Manasija. Byl známý jako „Resavska škole“, centrum pro překlad a přepis knih.
Sám začal psát po svém návratu z bitvy Ankary. 29. ledna 1412 v Novo Brdo, vydal „Zákon o dolech“. Napsal i několik dalších děl. Nejstarší existující práce pochází z roku 1403 nebo 1404 a je to chvalozpěv „Zahvalni govor knezu Lazarju“. Dalším dochovaným dílem je text na mramorovém sloupu v Kosovu. Jeho třetím dílem je milostná báseň „Beseda Ljubezni“. Báseň je psána jako akrostich.
Jeho literární díla ho řadí mezi nejlepší srbské spisovatele středověku.